# Muslimani
Muslimáni (arabskoمسلمان - predani bogu) ali tudi mohamedánci (po njihovem preroku Mohamedu) so privrženci oziroma verniki islama. Izraz mohamedanci je muslimanom pripisal zahodni svet in poskuša vzpostaviti nekakšno vzporednico krščanstvu, ki pa ne vzdrži kritike. Kristjani namreč častijo Kristusa in njegovo božjo naravo, religija in verniki pa se po njem imenujejo. Ravno zaradi tega izraz mohamedanci ne ustreza - muslimani namreč ne častijo Mohameda, niti mu ne pripisujejo božje narave, temveč ga zgolj spoštujejo kot preroka, tako kot spoštujejo Jezusa, Marijo, Janeza Krstnika, Mojzesa, Abrahama, Noeta in ostale. Poleg teh, muslimani smatrajo tudi Adama kot preroka.
Izraz »musliman« izhaja iz množinske oblike besede muslim (torej iz musulmaan), sicer pa je v etimološkem sorodu z besedami, ki izhajajo iz slovničnega korena s-l-m, kot npr. islaam ali salaam (»mir«; tudi običajen pozdrav). Musliman pomeni »božji vazal«, oziroma »tisti, ki se pokori oz. preda« (bogu). Imajo tudi svojo sveto knjigo Koran. Verujejo, da naj bi Mohamed izgovarjal Koran, vendar ne pisal, kot mnogi zmotno mislijo, ki mu ga je narekoval Bog (ar. - Allah) preko nadangela Gabriela(ar. - Džibril). Beseda Allah je isti Bog kot tisti, ki ga je omenjal Jezus, Mojzes, Abraham in ostale osebnosti iz Svetega Pisma. Allah je samo arabsko ime edinega Boga, ne pa (samo) »muslimanski bog«, kot se na zahodu običajno zmotno misli.
Koran je v svojem bistvu zelo soroden Svetemu Pismu, še v samem Koranu se omenja, da je (Koran) razodet zato, da bi ljudje razločili izvorno Sveto Pismo in židovsko Toro od izkrivljenih različic, ki so s časom nastale. 